# Mengtian
Mengtian (梦天) är den andra av den kinesiska rymdstationen Tiangongs laboratorie-moduler. Uppskjutningen gjordes med en Chang Zheng 5B-raket från Wenchangs satellituppskjutningscenter den 31 oktober 2022.
Några timmar senare dockade den med främre dockningsporten på Tianhe-modulen. Den 3 november flyttades den till en annan av Tianhes dockningsportar.
Mengtian består av tre segment. Det första är tryckhållfast och där kan manskapet leva en längre tid. Genom en luftsluss nås andra segmentet och på utsidan finns ett armliknande gripverktyg för olika experiment. Tredje segmentet har en antenn och solkraftsceller samt ytterligare verktyg.

## Anslutningar, portar och luckor
Mengtian har en port: akter.
- Akter: Tianhe

## Dimensioner och vikt
Mengtian är 17,9 meter lång, har en diameter på 4,2 meter och väger ungefär 23 ton.